# Johann Mattheson
Johann Mattheson (Hamburg, 28 september 1681 - aldaar, 17 april 1764) was een Duits musicus, componist van en schrijver over barokmuziek. Mattheson wordt wel de vader van het Duitse recitatief genoemd. 

## Biografie
Mattheson stamde uit een rijk Hamburgs geslacht. Hij was een veelzijdig ontwikkeld en zeer begaafd man. Hij was actief in de muziek, maar ook als jurist en taalkundige. Hij werkte als secretaris voor de Britse gezant in de stadstaat Hamburg.
Rond 1690 kreeg Mattheson les van de componist Elias Brunnenmüller. Hij zong al op negenjarige leeftijd en begeleidde zichzelf op de harp. Hij zong in het koor van het Theater am Gänsemarkt, de eerste burger-opera van Duitsland alsook benoorden de Alpen. De opera in Hamburg - opgericht door onder andere de invloedrijke Hamburger musicus, componist en organist van de Sankt Catharinenkirche Johann Adam Reincken - moest het aanvankelijk stellen zonder beroepszangers. De rollen werden toen vervuld door studenten, schoenmakers, kleermakers en fruitventsters. Reinhard Keiser was kapelmeester, Christoph Graupner speelde klavecimbel en Georg Friedrich Händel tweede viool. In 1699 ging er zijn eerste opera Die Plejades in première.
Händel ging veel met hem om, in de tijd dat hij in Hamburg werkzaam was (1703). Samen gingen zij naar Lübeck om als opvolger van de Marienkirche-organist, 'Kirchenschreiber' componist en concertorganisator Dietrich Buxtehude te solliciteren. Geen van beide mannen had er trek in de dochter van Buxtehude te huwen - in die tijd een belangrijke vorm van sociaal en financieel veiligstellen - om zo in aanmerking te komen voor de opvolging van Buxtehude als organist van de Marienkirche. Ook Bach zag er vermoedelijk, in de winter van 1705-1706, om dezelfde reden van af.
Händel was een vaardiger organist, maar Mattheson claimde dat hij Händel leerde hoe hij voor het theater moest schrijven. Hij verbeterde zijn melodische stijl en zong in zijn eerste "Singspiele".
Mattheson beschrijft in zijn Grundlagen einer Ehren-Pforte, een boekuitgave met  biografieën van belangrijke musici, dat Händel over een droog soort humor beschikte, vaak bij zijn vader aan tafel zat, en dat beide mannen op 5 december 1703 duelleerden op straat na afloop van de derde voorstelling van de opera Cleopatra. Toen Matthesons laatste aria, die hij dirigeerde en waarin hij ook de rol van Antonius zong, was afgelopen, wilde hij opnieuw achter het klavecimbel plaatsnemen. Händel wilde niet opstaan en bleef doorspelen. De ruzie werd op straat uitgevochten, onder een grote schare toeschouwers, maar werd op 30 december alsnog bijgelegd onder een etentje.
In 1704 bezocht Mattheson, die ook jarenlang actief was als diplomaat voor de stad Hamburg, de Nederlandse republiek, waarbij hij Amsterdam en Haarlem aandeed. Het stadsbestuur van Haarlem bood hem, na een orgelbespeling, onmiddellijk het organistschap van de Grote of St.-Bavokerk aan. Ten tijde van de onderhandelingen die in 1713 tot de Vrede van Utrecht leidden, was Mattheson opnieuw in Nederland: in Den Haag en in Utrecht. Hij sprak uitstekend Engels en zorgde ervoor dat Händel in Engeland goede contacten kreeg.
In 1715 werd Mattheson cantor aan de Dom van Hamburg. Wegens toenemende doofheid moest hij in 1728 die functie opgeven; hij legde zich toe op het schrijven over muziek, en het verzamelen en publiceren van biografische gegevens.

## Werken
Mattheson heeft veel gecomponeerd en geschreven. In 1722 richtte hij het eerste Duitse muziektijdschrift op onder de titel Critica Musica. Voor hem was muziek een soort religie. Zijn composities zijn vrijwel geheel vergeten, maar zijn publicaties over muziek, waarin hij zich zeer vooruitstrevend toont, zijn van grote historische waarde. Das neu eröffnete Orchestre 1713, Generalbaßschule 1731, Der vollkommene Capellmeister 1739, Grundlagen einer Ehrenpforte 1740, worden nog steeds geraadpleegd. 
Zijn muziekuitgave van voornamelijk fuga's in verschillende graden van complexiteit Der wohlklingende Fingersprache (1735), die hij zelf uitgebreid aankondigde en uitdagend besprak in een van zijn publicaties, wordt wel beschouwd als 'steen des aanstoots' voor Johann Sebastian Bach om zelf met een reeks contrapuntische werken op de proppen te komen. 
Als 'Die Kunst der Fuge' zou deze verzameling, na Bachs dood in 1750, in druk verschijnen.